# Ramularia lapsanae
Ramularia lapsanae (Desm.) Sacc. – gatunek grzybów z klasy Dothideomycetes. Grzyb mikroskopijny, fitopatogen pasożytujący na łoczydze pospolitej (Lapsana communis). Powoduje plamistość liści.

## Systematyka i nazewnictwo
Pozycja w klasyfikacji według Index Fungorum: Ramularia, Mycosphaerellaceae, Capnodiales, Dothideomycetidae, Dothideomycetes, Pezizomycotina, Ascomycota, Fungi.
Gatunek ten opisał Jean Baptiste Henri Joseph Desmazières w 1851 r. nadając mu nazwę Oidium fusisporioides var. lapsanae. Obecną, uznaną przez Index Fungorum nazwę nadał mu Pier Andrea Saccardo w 1881 r.
Synonimy:
- Cylindrosporium lapsanae (Desm.) J. Schröt. 1897
- Oidium fusisporioides f. lapsanae (Desm.) Sacc. 1886
- Oidium fusisporioides var. lapsanae Desm. 1851
- Ovularia lapsanae (Desm.) Massee 1893
- Ramularia lapsanae f. taraxaci Sacc. 1886
- Ramularia lapsanae var. lactucae-muralis Jaap 1902
- Ramularia taraxaci (Sacc.) Mussat 1901

W piśmiennictwie polskim gatunek ten występuje z błędem literowym jako Ramularia lampsanae (Desm.) Sacc..

## Charakterystyka
Na porażonych roślinach powoduje powstawanie nieregularnych, wielokątnych, często ograniczonych nerwami plam. Są zielonawe, zielonobrązowe lub zielonoczarne, mają wymiary 2–10 × 2–7 mm i często zlewają się z sobą. Zarodniki tworzą się na obydwu stronach liści w postaci nalotu.
Endobiont, jego grzybnia jest zanurzona w tkankach rośliny. Konidiofory 1–3–komórkowe, o wymiarach 16–63 × 2,3–4,6 μm. Konidia powstają w łańcuszkach. Są jedno lub dwukomórkowe,  cylindryczne, elipsoidalne lub podłużnie jajowate, o wymiarach 9–21 × 2,3–3,4 μm.
Ramularia lapsanae w Europie jest szeroko rozprzestrzeniona. Podano jej występowanie także w Ameryce Północnej (USA, Kanada) i na Nowej Zelandii. Monofag występujący tylko na łoczydze pospolitej.